# Palestyna na Igrzyskach Azjatyckich 2018
Palestyna na Igrzyskach Azjatyckich 2018 – jedna z reprezentacji uczestnicząca na igrzyskach azjatyckich rozegranych w Dżakarcie i Palembangu w dniach 18 sierpnia – 2 września. W kadrze wystąpiło 88 zawodników. Chorążym została pływaczka Dania Nour. Żaden z zawodników nie zdobył medalu.